# ハールウェーブレット

ハールウェーブレット

ハールウェーブレット（英: Haar wavelet）とは、ウェーブレットの一つ。1909年に Alfréd Haar がハール列の名称で発表した。Daubechiesウェーブレットの一つでもある。
ハールウェーブレットは最も簡単なウェーブレットである。欠点は、連続では無いため、微分可能では無い事。

## 定義
ウェーブレット関数の定義は以下の通り。
{\displaystyle \psi (t)={\begin{cases}1\quad &0\leq t<{\frac {1}{2}},\\-1&{\frac {1}{2}}\leq t<1,\\0&{\mbox{otherwise.}}\end{cases}}}
対応するスケーリング関数は以下の通り。
{\displaystyle \phi (t)={\begin{cases}1\quad &0\leq t<1,\\0&{\mbox{otherwise.}}\end{cases}}}

## ハール関数とハール系
整数 n, k に対して、下記のようにハール関数 ψn, k が定義できる。
{\displaystyle \psi _{n,k}(t)=2^{n/2}\psi (2^{n}t-k),\quad t\in \mathbf {R} .}
下記の性質を持つ。δi, j はクロネッカーのデルタ。
{\displaystyle \int _{\mathbf {R} }\psi _{n,k}(t)\,dt=0}
{\displaystyle \quad \|\psi _{n,k}\|_{L^{2}(\mathbf {R} )}^{2}=\int _{\mathbf {R} }\psi _{n,k}(t)^{2}\,dt=1}
{\displaystyle \int _{\mathbf {R} }\psi _{n_{1},k_{1}}(t)\psi _{n_{2},k_{2}}(t)\,dt=\delta _{n_{1},n_{2}}\delta _{k_{1},k_{2}}}
ハール系とは下記の関数集合の事で、L2(R) の正規直交基底である。
{\displaystyle \{\psi _{n,k}(t)\;;\;n\in \mathbf {Z} ,\;k\in \mathbf {Z} \}}
スケール {\displaystyle n_{1}} のハール系とは下記の関数集合の事で、L2(R) の正規直交基底である。
{\displaystyle \{\phi _{n_{1},k}(t),\psi _{n_{2},k}(t)\;;\;n_{2}\in \mathbf {Z} ,\;k\in \mathbf {Z} ,\;n_{1}\leq n_{2}\}}

## スケーリング関数
整数 n, k に対して、下記のように多重解像度解析のためのスケーリング関数 {\displaystyle \phi _{n,k}} が定義できる。
{\displaystyle \phi _{n,k}(t)=2^{n/2}\phi (2^{n}t-k),\quad t\in \mathbf {R} .}
下記の性質を持つ。
{\displaystyle \int _{\mathbf {R} }\phi _{n,k}(t)\,dt=2^{-n/2}}
{\displaystyle \quad \|\phi _{n,k}\|_{L^{2}(\mathbf {R} )}^{2}=\int _{\mathbf {R} }\phi _{n,k}(t)^{2}\,dt=1}
同じ解像度のスケーリング関数の内積は以下の通り。
{\displaystyle \int _{\mathbf {R} }\phi _{n,k_{1}}(t)\phi _{n,k_{2}}(t)\,dt=\delta _{k_{1},k_{2}}}
異なる解像度のスケーリング関数の内積は以下の通り。
{\displaystyle \int _{\mathbf {R} }\phi _{n_{1},k_{1}}(t)\phi _{n_{2},k_{2}}(t)\,dt}
{\displaystyle =2^{\frac {n_{1}+n_{2}}{2}}\int _{\frac {k_{1}}{2^{n_{1}}}}^{\frac {k_{1}+1}{2^{n_{1}}}}\phi (2^{n_{2}}t-k_{2})\,dt}
{\displaystyle ={\begin{cases}2^{\frac {n_{1}+n_{2}}{2}}(\min\{{\frac {k_{1}+1}{2^{n_{1}}}},{\frac {k_{2}+1}{2^{n_{2}}}}\}-\max\{{\frac {k_{1}}{2^{n_{1}}}},{\frac {k_{2}}{2^{n_{2}}}}\})\quad &{\frac {k_{2}}{2^{n_{2}}}}<{\frac {k_{1}+1}{2^{n_{1}}}}\land {\frac {k_{1}}{2^{n_{1}}}}<{\frac {k_{2}+1}{2^{n_{2}}}},\\0&{\mbox{otherwise.}}\end{cases}}}

## ウェーブレット関数とスケーリング関数の関係
ウェーブレット関数やスケーリング関数は下記のトゥースケール関係が成立し、一段細かい解像度のスケーリング関数から合成できる。
{\displaystyle \phi (t)=\phi (2t)+\phi (2t-1)}
{\displaystyle \psi (t)=\phi (2t)-\phi (2t-1)}
解像度を指定した場合は以下の通り。
{\displaystyle \phi _{n,k}(t)={\frac {\phi _{n+1,2k}(t)+\phi _{n+1,2k+1}(t)}{\sqrt {2}}}}
{\displaystyle \psi _{n,k}(t)={\frac {\phi _{n+1,2k}(t)-\phi _{n+1,2k+1}(t)}{\sqrt {2}}}}
ウェーブレット関数とスケーリング関数の内積は、スケーリング関数よりウェーブレット関数の方が解像度が細かいか、もしくは、同じならば常に0。そうでは無い場合の方の式は、上記の異なる解像度のスケーリング関数の内積を代入すれば良い。
{\displaystyle \int _{\mathbf {R} }\phi _{n_{1},k_{1}}(t)\psi _{n_{2},k_{2}}(t)\,dt}
{\displaystyle ={\begin{cases}{\frac {1}{\sqrt {2}}}\left(\int _{\mathbf {R} }\phi _{n_{1},k_{1}}(t)\phi _{n_{2}+1,2k_{2}}(t)\,dt-\int _{\mathbf {R} }\phi _{n_{1},k_{1}}(t)\phi _{n_{2}+1,2k_{2}+1}(t)\,dt\right)\quad &n_{1}>n_{2},\\0&{\mbox{otherwise.}}\end{cases}}}

## 参照
1. ↑  Haar, Alfréd (1910). “Zur Theorie der orthogonalen Funktionensysteme”. Mathematische Annalen 69 (3):  331–371. doi:10.1007/BF01456326.